# 오다 노부츠네
오다 노부쓰네(織田信恒)는 일본의 정치인, 사업가, 만화 스토리 작가이다. 귀족원의원. 작위는 자작. 군인으로서 최종계급은 육군 소위이다.
만화작가로서의 필명은 오다 쇼세이(織田小星). 주요 작품은 쇼짱의 모험(正チャンの冒険) 등이 있다. 오다 가문에 양자로 입적하기 전 이름은 소마 히데타네(相馬秀胤)이다. 친부는 자작 소마 도모타네(옛 이와키 나카무라 번주)이다.
| 전임 오다 노부토시 | 제14대 오다씨 단조노조 분가 노부카쓰 계 노부요시 류 당주 1901년 ~ 1967년 | 후임 오다 노부마사 |